# WHITIA
WHITIA （ホワイティア）は資生堂が製造、販売していたスキンケア化粧品。

## 概要
資生堂フィティットから発売されていたセルフ美白化粧品シリーズ。後継となるアクアレーベルの「青の美白ライン」が2006年に誕生し、事実上の消滅となった。

## イメージタレント
- 松たか子

### 過去
- 清水美砂
- 鈴木杏樹

## イメージソング
- 松たか子「未来になる」（2005年） など

## 関連
- WHITIST （コーセー）